# Pio Gama Pinto
Pio Gama Pinto (31 de marzo de 1927 – 24 de febrero de 1965) fue un periodista, activista y político keniano de origen goano-indio. Fue una figura importante en la lucha por la independencia de Kenia y un fuerte defensor del socialismo. Pinto trabajó con líderes como Jomo Kenyatta y apoyó el movimiento Mau Mau.

Después de la independencia de Kenia en 1963, siguió luchando por los derechos de los trabajadores y promovió políticas socialistas. El 24 de febrero de 1965, fue asesinado en Nairobi, convirtiéndose en el primer político asesinado en la Kenia independiente. Su muerte tuvo un gran impacto en la política del país.
Además de su activismo político, Pinto fue un influyente periodista que utilizó los medios para difundir ideas de justicia e igualdad. Escribió en periódicos y promovió la unidad entre diferentes comunidades en Kenia. Su legado sigue vivo en la historia política del país. 